# Opció cliquet
Una opció cliquet (en anglès: Cliquet option, Ratchet option, Roll Options, Ladder Options, Time-Switch Option, etc.) és un tipus d'opció exòtica en la que el preu strike s'actualitza automàticament abans d'arribar a venciment. Està estructurada com una sèrie consecutiva de forward start options, de manera que la primera està activa immediatament, la segona s'activa quan la primera expira, i així successivament. Cada cop que se n'activa una el preu strike és ressituat at-the-money.
Des del punt de vista de l'especulador es pot concebre una opció cliquet com una sèrie d'opcions at-the-money precomprades, de manera que paga la prima total a l'incic. L'opció tindrà valor si quan arriba al primer venciment està in-the-money, situació en la qual se li abona automàticament a l'especulador la diferència positiva; en cas contrari no percebrà res; immediatament es ressitua l'strike price i el procés continua. Altrament l'especulador pot triar si vol que se li aboni la diferència en cada període intermedi, o al final de tota la sèrie d'opcions encadenades.
La denominació "cliquet" es refereix a un imaginari so de "click" que es produiria quan es ressitua el preu strike.

## Exemple
Una opció cliquet a dos anys que ressitua el preu strike cada sis mesos i té un preu strike inicial de 500 €. Si després dels sis primers mesos el preu spot és de 600 €, l'especulador rep el pagament de 100 €, i el preu strike es ressitua immediatament a 600 €.